# Vanessa Wagner (pianiste)
Pour les articles homonymes, voir Vanessa Wagner et Wagner.
Vanessa Wagner (née le 11 juin 1973 à Rennes) est une pianiste française.

## Biographie

### Carrière de musicienne
Premier prix du Conservatoire national supérieur de musique et de danse de Paris à 17 ans, dans la classe du pianiste Dominique Merlet, Vanessa Wagner poursuit son cycle de perfectionnement avec un autre pianiste, Jean-François Heisser.
En Italie, au sein de l'Académie de Cadenabbia (Griante), elle se perfectionne (1995) auprès de Leon Fleisher, Murray Perahia et Alexis Weissenberg.
En 1999, elle est nommée « révélation soliste instrumental de l'année » aux Victoires de la musique classique.
En 2014, elle entreprend un dialogue avec le compositeur de musique électronique mexicain Murcof, en particulier lors de la première édition de « Beyond My Piano » (Au-delà de mon piano), un rendez-vous musical au théâtre des Bouffes du Nord à Paris. 
En 2016, elle l'accompagne  sur l'album Statea, publié sur le label InFiné. L'album comprend huit titres, dont une reprise de Avril 14th d'Aphex Twin. Chroniquant l'album pour Les Inrocks, Jérôme Provençal décrit un « résultat inégal » mais avec « des moments de très haute intensité », comme sur In a Landscape de John Cage ou la Gnossienne n° 3 de Satie.

### Activités politiques
En 2016, elle prend la parole pour porter le message d'une vidéo de l'association de défense des droits des animaux L214, dénonçant les conditions de mises à mort des bovins à l'abattoir de Limoges, et notamment l'abattage de vaches gestantes. Dans cette vidéo, elle se déclare végétalienne. Elle se présente aux élections législatives de 2017 pour représenter le Parti animaliste dans la XIVe circonscription de Paris. Elle totalise 231 voix, soit 0,58 % des suffrages exprimés.

## Décoration
- Chevalière de la Légion d'honneur (2020)